# Кокстад

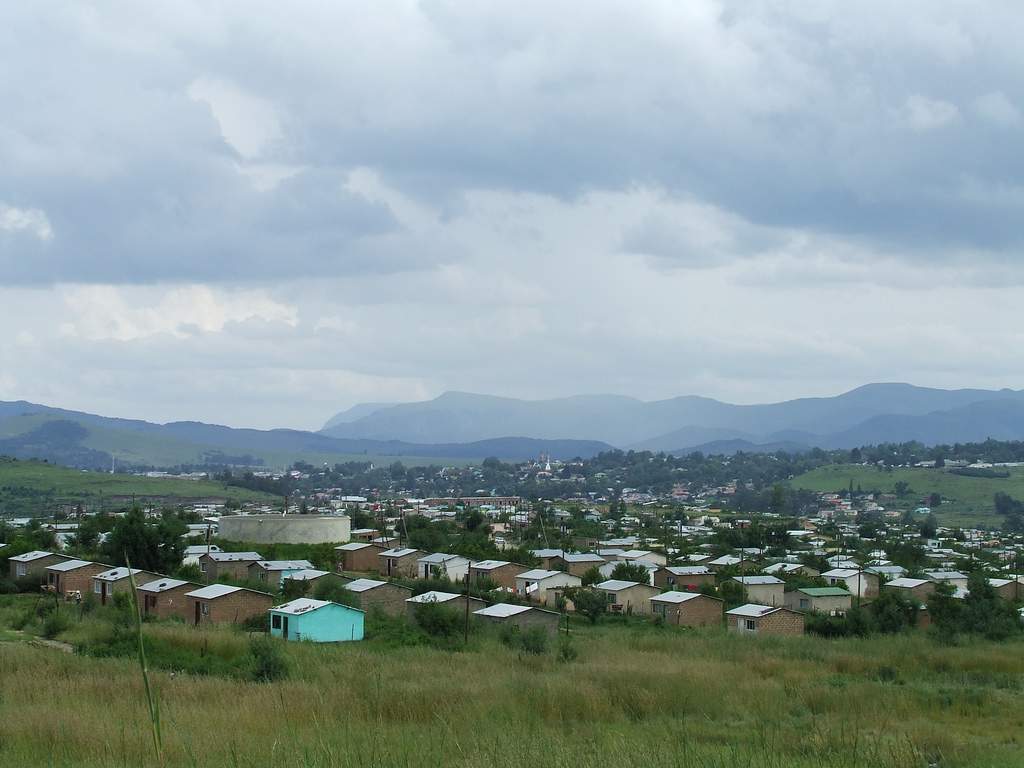
Вид с юга на северную окраину Кокстада.

Кокстад, африк. Kokstad, буквально «город Кока» — город в округе Сисонка провинции Квазулу-Натал в ЮАР.
Город назван в часть Адама Кока III, предводителя «цветной» народности гриква, которая обосновалась здесь в 1863 г.
Он расположен на внешней оконечности Драконовых гор на высоте 1302 м над уровнем моря. Рядом с городом располагается гора Кёрри (англ. Mount Currie) высотой 2224 м. Город является центром производства сыра и других молочных продуктов.
В настоящее время Кокстад — самый быстрорастущий город провинции Квазулу-Натал. Его нынешнее население составляет свыше 45 тысяч человек.

## История
В 1820 г. народ гриква обитавший ранее в Грикватауне (центральная часть Капской колонии) раскололся. Часть населения, которую возглавил Адам Кок III (потомок бывшего повара, африк. kok, А. Кока II, который ранее был предводителем народа), переселилась первоначально в Филипполис (юг нынешней провинции Фри-Стейт). В 1861 несколько сот гриква перешли через Драконовы горы по Перешейку неудач (африк. Ongeluks Nek]) в окрестности будущего города Кокстад. Причиной их переселения стала растущая конфронтация с фуртреккерами, переселявшимися в регионы к северу от реки Оранжевая в результате конфликтов с британцами. Фуртреккеры нередко брали у гриква землю в аренду, а по истечении аренды отказывались её возвращать. Одним из спорных участков была известная позднее своими алмазами яма в Кимберли.
Гриква были вынуждены переселиться, перейдя через Драконовы горы в регион, население которого ранее было уничтожено зулусским королём Чакой, после чего он получил название «Ничья земля». К тому времени, как гриква туда добрались, они были истощены, а значительная часть их скота погибла. Помощь гриква оказал сэр Уолтер Кёрри, в честь которого и была переименована соседняя гора. Каждый переселенец получил от Адама Кока участок в 3000 акров (12 км²) для создания фермы, однако многие продали участки задёшево и быстро растратили деньги.
Когда в 1869 г. гриква пригласили преподобного Уильяма Доуэра основать здесь миссию, тот согласился при условии, что те переселятся в более удобное место на берегу реки Мзимхлава.
В раннем развитии Восточного Грикваланда сыграли важную роль два европейских переселенца, Джордж Брисли (George Brisley) и Дональд Строн (Donald Strachan). Их торговая фактория, Strachan and Co, использовала для оплаты оригинальные жетоны, которые циркулировали по территории, равной современной Ирландии.
В 1874 г. Капская колония аннексировала Восточный Грикваланд.
В 1881 г. выходец из США афроамериканского происхождения основал в Кокстаде первый отель The Royal, а также газету Kokstad Advertiser.
В 1892 г. Кокстад получил статус муниципалитета. В 1904 г. население по переписи составило 2903 человек, из которых всего треть составляли гриква. К концу 20 века население составляло 35000 человек.